# 中島亜梨沙
中島 亜梨沙（なかじま ありさ、1982年〈昭和57年〉12月22日 - ）は、日本の女優。元宝塚歌劇団月組・星組の娘役スター。
北海道札幌市、北海道札幌稲西高等学校出身。身長164cm。血液型A型。愛称は「ありさ」、「しずく」。
宝塚歌劇団時代の芸名は羽桜 しずく（はざくら しずく）。
所属事務所はキューブ。

## 来歴
2001年、宝塚音楽学校入学。
2003年、音楽学校卒業後、宝塚歌劇団に89期生として入団。入団時の成績は42番。月組公演「花の宝塚風土記／シニョール ドン・ファン」で羽桜しずくとして初舞台。その後、星組に配属。
2007年、安蘭けい・遠野あすかトップコンビ大劇場お披露目となる「シークレット・ハンター」で新人公演初ヒロイン。
2008年2月12日付で月組へと組替え。同年、彩乃かなみ退団公演となる「ME AND MY GIRL」で、2度目の新人公演ヒロイン。続く「ME AND MY GIRL」（博多座公演）の続演で、主演・霧矢大夢の相手役を務め、ヒロイン。続く「夢の浮橋」ではトップスター・瀬奈じゅんの相手役に抜擢を受け、大劇場公演ヒロインを演じる。
2009年の「二人の貴公子」でバウホール公演初ヒロイン。続く「エリザベート」で3度目の新人公演ヒロイン。同年12月27日、瀬奈じゅん退団公演となる「ラスト プレイ／Heat on Beat!」東京公演千秋楽をもって、宝塚歌劇団を退団。
退団後はカナダ留学を経て、2011年より本名の中島亜梨沙へと改名して芸能活動を再開。ドラマ・映画・CM・番組ナビゲーターなど多方面で活躍している。

## 宝塚歌劇団時代の主な舞台

### 初舞台
- 2003年4 - 5月、月組『花の宝塚風土記（ふどき）』『シニョール ドン・ファン』（宝塚大劇場のみ）

### 星組時代
- 2003年7 - 11月、『王家に捧ぐ歌』
- 2004年2 - 6月、『1914／愛』『タカラヅカ絢爛』
- 2004年10 - 12月、『花舞う長安』『ロマンチカ宝塚'04』
- 2005年5 - 8月、『長崎しぐれ坂』 - 新人公演：柳麗（本役：陽月華）『ソウル・オブ・シバ!!』
- 2005年9 - 10月、『龍星（りゅうせい）-闇を裂き天（あま）翔けよ。朕（ちん）は、皇帝なり-』（ドラマシティ・日本青年館） - 記憶の母[6]
- 2006年1 - 4月、『ベルサイユのばら-フェルゼンとマリー・アントワネット編-』 - 新人公演：ミレイユ（本役：琴まりえ）
- 2006年6月、『フェット・アンペリアル』（バウホール） - ヴァイオレット
- 2006年8 - 11月、『愛するには短すぎる』 - クラウディア・へニング、新人公演：マーガレット（本役：南海まり）『ネオ・ダンディズム!』
- 2006年12 - 2007年1月、『ヘイズ・コード』（ドラマシティ・日本青年館） - ヴェルマ・ウォード
- 2007年3 - 7月、『さくら』『シークレット・ハンター』 - 新人公演：ジェニファー（本役：遠野あすか） 新人公演初ヒロイン[7][6]
- 2007年8月、『シークレット・ハンター』『ネオ・ダンディズム!II』（博多座）
- 2007年11 - 2008年2月、『エル・アルコン-鷹-』 - ギルダ（少女）／侍女、新人公演：イザベラ（本役：万里柚美）『レビュー・オルキス-蘭の星-』

### 月組時代
- 2008年3 - 7月、『ME AND MY GIRL』 - メイ・マイルズ、新人公演：サリー・スミス（本役：彩乃かなみ） 新人公演ヒロイン[7][6]
- 2008年8月、『ME AND MY GIRL』（博多座） - サリー・スミス ヒロイン[9][3]
- 2008年11 - 2009年2月、『夢の浮橋』 - 浮舟、新人公演：女三の宮（本役：天野ほたる）『Apasionado!!』 大劇場ヒロイン[10]
- 2009年3月、『二人の貴公子』（バウホール） - エミーリア バウ初ヒロイン[13]
- 2009年5 - 8月、『エリザベート』 - ルドルフ（少年）、新人公演：エリザベート（本役：凪七瑠海） 新人公演ヒロイン[12]
- 2009年10 - 12月、『ラスト プレイ』 - ヘレナ『Heat on Beat!（ヒート オン ビート）』 退団公演[5]

### 出演イベント
- 2004年10月、第45回『宝塚舞踊会』
- 2005年3月、真飛聖ディナーショー『Sky Blue』[3]
- 2005年12月、『花の道 夢の道 永遠の道』
- 2008年3月、『ME AND MY GIRL』前夜祭
- 2008年12月、タカラヅカスペシャル2008『La Festa!』

## 宝塚歌劇団退団後の主な活動

### テレビドラマ
- 金曜プレステージ 女秘匿捜査官 原麻希 アゲハ（2012年7月13日、フジテレビ） - 安西真弓
- ラストホープ（2013年1月15日 - 3月26日、フジテレビ） - 植村加奈
- 大河ドラマ（NHK）
  - 八重の桜（2013年）- 西郷眉寿
  - 真田丸 第15回・第18回・第28回 - 第30回（2016年4月17日・5月8日・7月17日・24日・31日）- 吉野太夫(本物・偽物の二役)[14]
  - どうする家康 第32回（2023年8月20日）- 井伊ひよ 役[15]
  - 光る君へ 第7回・第9回（2024年2月18日・3月3日）- 藤原実資妻・桐子
- ドラマ10 激流〜私を憶えていますか?〜（2013年6月25日 - 8月13日、NHK） - 川原恵理
- 月曜ゴールデン・捜査指揮官 水城さや2（2014年1月6日、TBS） - 筒井理沙
- ドラマ10 紙の月（2014年1月7日 - 2月4日、NHK総合） - 前田曜子
- 土曜ワイド劇場（テレビ朝日）
  - おとり捜査官・北見志穂18（2014年4月5日） - 三田村千絵
  - ドクター彦次郎2（2016年10月1日） - 殿山葉月
- 愛してCRAZY 〜狂言「因幡堂」より〜（2014年5月24日、TOKYO MX） - 田中美奈
- Dr.検事モロハシ〜新たなる生命〜（2014年7月1日、フジテレビ） - 中井留美
- プレミアムドラマ・そこをなんとか2 第5話（2014年8月31日、NHK BSプレミアム） - 松本知佳
- 銭の戦争 第3話（2015年1月20日、関西テレビ） - 黄川恵子
- ドS刑事 第8話（2015年5月30日、日本テレビ）
- エイジハラスメント 第3話（2015年7月23日、テレビ朝日）
- 破裂 第6話（2015年11月14日、NHK総合）
- 相棒 season14 第3話「死神」（2015年10月28日、テレビ朝日） - 尾崎美由紀
- サイレーン 刑事×彼女×完全悪女 第7話・第9話（2015年12月1日・15日、関西テレビ） - 良子
- 正月時代劇 吉原裏同心〜新春吉原の大火〜（2016年1月3日、NHK総合） - 小紫
- ON 異常犯罪捜査官・藤堂比奈子 第3話・第4話（2016年7月26日・8月2日、関西テレビ） - 吉田佐和[16][2]
- ドクター彦次郎〜塀の中から来た名医！（2016年10月1日、テレビ朝日） - 殿山葉月
- 嘘の戦争 第1話（2017年1月10日、関西テレビ） - 千葉一恵
- 嫌われる勇気 第5話（2017年2月9日、フジテレビ） - 山岸美沙
- BS時代劇 伝七捕物帳2 第1話（2017年8月4日、NHK BSプレミアム） - 清花／お清
- 眩（くらら）〜北斎の娘〜（2017年9月18日、NHK総合） - お滝
- ドラマ特別企画 名奉行!遠山の金四郎（2017年9月25日、TBS）‐ 花菱
- 正月時代劇 風雲児たち〜蘭学革命（れぼりゅうし）篇〜（2018年1月1日、NHK総合） - 前野富士子[17]
- ミステリースペシャル おかしな刑事17（2018年1月14日、テレビ朝日） - 萩尾奈津子
- 特捜9（テレビ朝日）
  - season1（2018年4月18日）第2話「花嫁消失」 - 斎藤真希
  - season5（2022年4月13日）第2話「誘拐実況」 - 渡辺志津香
- 駐在刑事 第3話（2018年11月2日、テレビ東京） - 神月沙代
- 日曜プライム（テレビ朝日）
  - 終着駅シリーズ34「荒野の証明」（2019年1月27日） - 竹内愛
- 月曜名作劇場 京都タクシードライバーの事件簿（2019年2月4日、TBS） - 松島亜弥
- 聖域 警視庁強行犯係・樋口顕5（2019年9月2日、テレビ東京） ‐ 井沢淑江
- 連続テレビ小説 なつぞらSP 秋の大収穫祭 スピンオフドラマ「十勝男児、愛を叫ぶ!」（2019年11月2日、NHK BSプレミアム） - 戸村カナ子
- 警視庁・捜査一課長2020 第8話（2020年6月25日、テレビ朝日） - 坂手春世
- 一億円のさようなら 第2話（2020年10月4日、NHK BSプレミアム・BS4K） - 生田春乃
- BS新春時代劇 大岡越前スペシャル〜新春に散る影法師〜（2021年1月1日、NHK BSプレミアム・BS4K） - 久乃
- 青のSP―学校内警察・嶋田隆平― 第7話「大救出極貧生徒を襲う悲運… 絶対悪に怒りの鉄拳」（2021年2月23日、フジテレビ） - 深山恵里香 役[18]
- 仮面ライダーシリーズ（テレビ朝日）
  - 仮面ライダーセイバー 第44章（2021年8月1日） - 尾上晴香[19]
  - 仮面ライダーガヴ（2024年9月1日 - ） - 井上みちる[20]
- アバランチ 第2話（2021年10月25日、カンテレ・フジテレビ系）- 夏川洋子
- ドクターホワイト 第2話（2022年1月24日、フジテレビ） - 綾花
- 特捜9 season5 第2話（2022年4月13日、テレビ朝日） - 渡辺志津香
- 元彼の遺言状 第4話（2022年5月2日、フジテレビ） - 清宮加奈子
- 教祖のムスメ 第1話（2022年6月2日、毎日放送 / テレビ神奈川 他） - 湯田京子
- 監察医 朝顔2022スペシャル（2022年9月26日、フジテレビ） - 岸川由美子[21]
- パパとなっちゃんのお弁当（2023年1月16日 - 3月17日、日本テレビ） - 赤星多位子
- 風間公親-教場0- 第2話・第3話（2023年4月17日・24日、フジテレビ） - 阿部悦子
- 育休刑事 第2話（2023年4月25日、NHK総合・NHK BS4K） - 川島泰子
- 最高の教師 1年後、私は生徒に■された 第2話（2023年7月22日、日本テレビ） - 瓜生梓[22]
- となりのナースエイド 第1話 - 第3話・第6話（2024年1月10日 - 24日・2月14日、日本テレビ） - 早乙女美恵子[23]
- Re:リベンジ-欲望の果てに-（2024年4月11日 - 6月20日、フジテレビ） - 永田綾乃[24]
- おいち不思議がたり第7話・最終話（2024年10月13日・20日、NHK BS・NHK BSプレミアム4K） - お稲 役
- ドラマプレミアム 新・暴れん坊将軍（2025年1月4日、テレビ朝日） - こはる 役[25][26]
- なんで私が神説教 第4話（2025年5月3日、日本テレビ） - 田沢直子 役[27]

### 映画
- 神さまの言うとおり（2014年11月15日） - 石波奈保子
- まほろ駅前狂騒曲（2014年10月18日） - 美容師
- 永い言い訳（2016年10月14日） - 橋本麻央
- ハピネス（2017年） - 井上涼子
- サクラダリセット前篇 / 後篇（2017年3月25日・5月13日） - 索引さん
- 覆面系ノイズ（2017年11月25日） - 久瀬月果
- 種をまく人（2019年11月30日） - 高梨葉子
- ヘルドッグス（2022年9月） - ルカ[28][29]
- 【推しの子】 - The Final Act -（2024年12月）[30]
- 仮面ライダーガヴ お菓子の家の侵略者（2025年7月25日） - 安居みちる[31]

### 舞台
- VISUALIVE「ペルソナ4」the EVOLUTION（2012年10月3日 - 9日、天王洲 銀河劇場） - マーガレット[32]
- サクラパパオー - 謎の女ヘレン[33]
  - （2017年4月26日 - 30日、彩の国さいたま芸術劇場大ホール）
  - （2017年5月10日 - 14日、東京国際フォーラム ホールC）
  - （2017年5月16日、電力ホール）
  - （2017年5月19日、穂の国とよはし芸術劇場PLAT）
  - （2017年5月25日・26日、サンケイホールブリーゼ）
- ふるあめりかに袖はぬらさじ（2017年7月7日 - 8月6日、明治座） - 亀遊
- FREE TIME,SHOW TIME 君の輝く夜に ON YOUR SHINING NIGHT（2018年8月3日 - 26日、京都劇場）[34]
  - （2019年8月30日 - 9月23日、日本青年館ホール）[35]
- パセリがすねた（2021年5月23日 - 24日、表参道bamboo） - にんじん 役[36]
- ショウ・マスト・ゴー・オン（2022年11月25日 - 12月27日、世田谷パブリックシアター） [37]
- 劇団普通 新作公演（2025年12月5日 - 14日〈予定〉、シアタートラム / 2026年1月中旬〈予定〉、水戸芸術館 ACM劇場）[38]

### Webドラマ
- 仮面ライダーセイバースピンオフ 仮面ライダーサーベラ&仮面ライダーデュランダル（2022年11月20日、東映特撮ファンクラブ） - 尾上晴香 役

### CM・広告
- 小林製薬 消臭元香るStick（2013年）
- ザ・ソウドウ・東山 京都・親子三代篇 京都 優子さんの場合（2013年）[39]
- ダノンジャパン ダノンビオ（2014年）
- 花王
  - ビオレ「ビオレの約束」篇（2014年）
  - ビオレ「キメまですっぴんキレイ！」篇
  - エッセンシャル キューティクルエッセンス 誕生篇（2016年）
  - エッセンシャル 朝からキレイな人 営業職篇（2016年）
- ダノンジャパン  ダノンビオ ドリンクタイプ ファイバーイン「新登場」編（2014年）
- オニオンノート 「ダイニング」篇（2014年）
- マーベラス 剣と魔法のログレスいにしえの女神
  - 「新人配属」篇（2015年9月1日 - ）
  - 「営業会議」篇（2015年9月14日 - ）
  - 「忍び寄る影」篇（2015年11月12日 - ）
  - 「12月呼びかけ篇」（2015年12月17日 - ）
- 日本マクドナルド 「パイナップルパイ フラダンス」篇（2015年）
- ソニーモバイルコミュニケーションズ 「Xperia Z5」（2015年）
- 電源開発 J-POWER 発電会議。
  - 「環境」篇（2015年）
  - 「使命」篇（2015年）
- T-fal 電気ケトル 「優雅な朝」篇（2016年12月1日 - ）
- ベイクルーズ（2017年5月2日 - ）
- キユーピー マヨネーズ 「野菜は、踊る。」篇（2017年2月20日 - ） - ナレーション
- 資生堂 ベネフィーク 「リセットタイムのスキンケア。ホワイトジーニアス」篇（2018年1月18日 - ）

## 受賞歴
- 2008年、『阪急すみれ会パンジー賞』 - 新人賞[40]
- 2009年、『宝塚歌劇団年度賞』 - 2008年度新人賞[41]